# Naguib el-Rihani
Pour les articles homonymes, voir Rihani.
Naguib el-Rihani (arabe : نجيب الريحاني ; 21 janvier 1889 - 8 juin 1949) était un acteur égyptien né à Bab El Shereya (Le Caire), également metteur en scène.

## Biographie
Il est né d’un père assyrien d'Irak, et d'une mère copte égyptienne du Caire. Après des études secondaires, il a travaillé dans une société de production de sucre. Puis il a démissionné en optant pour une carrière dans le théâtre et le cinéma.
Il a épousé Badia Masabni, une actrice et danseuse du Levant. Ils se sont installés au Caire.. Ils se sont séparés avant sa mort, leur mariage étant tumultueux,. Il est réputé pour ses rôles dans les comédies, évoquant des types de la société quotidienne égyptienne. Il meurt du typhus à l'âge de 60 ans au Caire, lors du tournage de son dernier film, Al Ghazal Banat.

## Rôles au théâtre
Il a joué notamment dans Al-Rial en 1917, Al-Achara Al-Tayéba en 1920, Mamlaket Al-Hob, Al-Guineh Al-Masri en 1931, Al-Dallouah en 1939, Illa Khamsa en 1943 et Hassan, Morcos & Cohen en 1945.

## Rôles au cinéma
Il est présent dans la distribution de nombreux films, dont Saheb Al-Saada, dont il est aussi le réalisateur, Kesh Kesh Beh en 1931, Salama Fi Kheir en 1937, Leabet Al-Sett en 1941.